# Odstock
Odstock är en ort och civil parish i Storbritannien.   Den ligger i grevskapet Wiltshire och riksdelen England, i den södra delen av landet, 130 km väster om huvudstaden London. Odstock ligger 50 meter över havet och antalet invånare är 554.
Terrängen runt Odstock är huvudsakligen platt. Odstock ligger nere i en dal.Runt Odstock är det ganska tätbefolkat, med 222 invånare per kvadratkilometer. Närmaste större samhälle är Salisbury, 3,9 km norr om Odstock. Trakten runt Odstock består till största delen av jordbruksmark.